# 정석규 (기업인)
정석규(1929년 9월 28일 ~ 2015년 5월 21일)는 대한민국의 기업인이자 사회기관 단체인이다.

## 생애
1929년 경남 마산에서 태어났으며, 매우 가난한 젊은 시절을 보냈다. 부산공업고등학교 22회 졸업생으로, 이후 서울대학교 화학공학과에 입학했다. 1952년 서울대 화학공학과를 졸업하기 전 6.25 동란 당시 부산에서 임시 개교한 전시연합대학에 다녔다. 그는 당시에 고무를 전공한 교수도, 한국어로 된 교과서도 없을 때에 대학교에서 홀로 고무를 전공했다. 특히 일본에서 고무제조 기술을 배우기 위해 한·일간 화물운송 선박회사의 선원으로 취업해 고베항에서 배에 화물을 적재하는 10일 동안 몰래 일본의 공장을 돌아다니며 기술을 습득했다. 이듬해 보생고무산업에 기술사원으로 입사해 16년간 근무한 뒤 상무이사로 퇴직하였다. 1964년과 1967년 사이에는 한국해군재단에서 설립한 진해전지를 민영화하여 대표이사와 사장을 겸직하여 역임하였다. 처음에는 한국군 훈련용 신발, 민간용 고무신 등 별다른 기술이 필요 없는 단순한 제품을 주로 만들다가, 이후 1967년에 태성고무화학 주식회사를 설립하여 대표이사, 사장 및 회장을 역임하면서 그는 기술개발에 집중했다. 홀로 유럽과 미국 방문을 통해 선진 기술을 배워 와서 당시 한국에 없던 재생공무 생산기술과 축전기용 고무를 개발했고 전자제품용 특수고무를 국산화했다. 방적기에 사용하는 고무제품의 국산화에 성공한 그는 이를 전국 방적공장에 공급해 외화를 아낄 수 있었다. 그는 이때 ‘선진 기술 습득을 위해 인재 양성이 필요하다’는 생각을 갖게 됐다.

그가 사회에 환원하게 된 계기는 1988년 후두암 판정이다. 또, 그는 외동딸을 난치병으로 잃고 장남 또한 난치병을 앓게 되자 서울대 병원에 난치병 치료 기금으로 기부한 것을 시작으로 모교인 서울대에 총 120억원을 기부했다. 이후 2001년 34년간 경영해오던 태성고무화학을 매각하고 신양문화재단을 설립해 장학금, 기부 등 각종 사회적 환원사업을 했다.

후두암 수술 이후로는 음성을 통한 의사소통이 불가능한 상황이며, 사원들과도 필담으로 의사소통을 했다. 뿐만 아니라 2005년에는 위암으로 위까지 절제하는 등 좋지 않은 건강상태임에도 불구하고 꾸준히 신양문화재단을 통한 봉사사업을 지속했다. 2010년 5월 6일 서울대학교 명예공학 박사를 수여받았다.

2015년 5월 21일 지병으로 인해 향년 87세의 나이로 별세했다.

## 업적

### 기업활동
- 공대 출신 엔지니어로는 처음으로 한국의 고무 산업에 입문, 최초로 산업용 특수 고무를 만드는 태성고무화학을 설립
- 당시 신발 이외에는 고무를 응용할 기술이 없던 우리나라에 선진 외화 기술 도입
- 처음에는 한국군 훈련용 신발, 민간용 고무신 등 별다른 기술이 필요 없는 단순한 제품을 주로 만들었으나 태성고무화학 설립 이후 공업용 특수고무제품 국산화에 성공
- 방적기에 사용하는 고무제품의 국산화의 성공은 외화의 절약이라는 결과를 가져옴
- 이러한 만 50년간의 여러 산업 분야의 특수 고무 제품 개발과 국산화에 전념하여 국내 기간산업의 발전에 크게 기여

### 대외활동
- 1966년-1978년 (사)한국고무학회 부회장·회장역임, 현재 명예회장
- 1971-1973년 (재)대한고무제품시험검사소 이사
- 1984-1987년 한국고무공업협동조합 이사장
- 1996-1998년 서울대학교 공과대학 동창회회장
- 1998-2015년 (재)신양문화재단 설립이사장
- 1998-2015년 서울대학교 공과대학 교육연구재단 이사
- 2000-2015년 서울대학교 총동창회 부회장, (재)관악회이사

### 기부사업
- 서울 영등포 일대의 독거노인들과 조부모가 손자·손녀하고만 함께 사는 조손가정 등에게 생계비, 난방비를 지원[3]
- 난치병 환자들의 치료 기금으로 10억원을 서울대병원에 기부[8]
- 1987년 모교인 서울대에 첫 기부를 시작한 이래 지금까지 '신양 공학학술상' 제정 기금, 학술 및 연구기금, 기금교수초빙기금, 서울대병원 연구기금 등으로 120여억원을 기부[5]
- 학교 외 다른 교육기관이나 학술연구단체에 기술정보비 등의 명목으로 14억8692만원 지원[3]

### 장학사업
- 1998년 장학재단인 신양문화재단을 설립해 본격적으로 대학발전 및 장학 사업을 벌이기 시작
- 2001년 30여년간 경영해 온 회사를 매각한 뒤 이 자금으로 2004년 신양(공학)학술정보관, 2006년 신양인문학술정보관, 신양학술정보관 3호관 등의 건립 기금 지원[5]
- 신양문화재단에서 2010년까지 학생 937명에게 19억1420만원을 장학금으로 지급[3]
- 2012년 4월 30일 모교인 부산공업고등학교에 112명 학생 수용 가능한 기숙사 ‘신양생활관’의 건립 기금으로 11억 4000만원 지원[9]
- 옛 미군 공군기지가 있던 필리핀 앤젤레스의 한국인학교를 확대, 그곳에는 교포들이 많이 사는데 어린이를 위한 현지 재단법인 설립 절차 진행 중[3]

### 봉사사업[3]
- 1972년 국제로타리에 가입해 40년간 봉사활동
- 40년간 총무이사, 회장 등 여러 직책 역임
- 국제봉사위원장 시절에는 필리핀의 청소년 직업훈련소를 지원하는 국제 봉사사업, 이 공로로 국내 5만여명의 로타리 회원 중 처음 ‘초아(超我·나를 뛰어넘는)의 봉사인’이라는 칭호를 받음
- 2007년 10월 로터리 코리아 표지 모델

## 수상 경력
- 국민추천포상 국민훈장 모란장 수훈
- 동탑산업훈장 수훈 (과학의날, 산업용고무부품 기술개발 업적)
- 대통령 표창 (중소기업의 날, 중소기업 전문화 계열화 추진 업적)
- 재무부장관 표창 (조세의 날, 모범 납세실적 업체)
- 사단법인 대한화학회 제2회 기술진보상 수상
- 사단법인 한국고무학회 고무기술공로상
- 서울대학교 공과대학 발전공로상 (1992년도 工大의 人 )
- 서울대학교 총동창회 제2회 관악대상 (협력부문)
- 서울대학교 공과대학 자랑스러운 공대 동문상
- 서울대학교 제15회 자랑스러운 서울대인 선정
- 국제로타리3640지구 총재 표창 (장학기금 전국 개인 최고 기부실적)
- 재단법인 한국로타리장학문화재단 초아의 봉사인 탑
- 한국을 일으킨 「엔지니어60인」선정
- 한국 CEO포럼 「아름다운CEO」상 수상
- 한국공학한림원 「대상」수상
- 서울대학교 제1회 발전공로상
- 보건복지부장관상「나눔의 인」선정

## 같이 보기
- 신양문화재단

## 기타

### 아호와 어록
- 그의 아호는 신양인데, 사업가로서 오로지 믿을 것은 아침이면 한결 같이 떠오르는 태양 밖에 없어 그렇게 작명했다고 한다.[10]
- 그의 기부철학은 ‘돈은 분뇨같은 것이기 때문에, 모이면 악취나고 뿌릴수록 풍요로워진다’는 것이며, ‘내가 지원한 사람이 무럭무럭 커가는 즐거움을 알지 못하는 사람은 기부나 봉사에 대해 아무리 말해도 알아듣지 못한다’라는 마음으로 40년간 봉사, 기부 사업에 매진해 오고 있다.[3]

### 기념 행사
신양 할아버지를 위한 감사 이벤트는 서울대학교 학생들이 1998년 신양문화재단 설립 이후 모교인 서울대에 10년간 100여 차례에 걸쳐 133억원을 기부한 '신양 할아버지' 정석규 이사장을 위해 마련한 보은 행사로, 2010년 9월 30일 오후 4시 서울대 법대 100주년 기념관에서 열렸다.

이 행사는 2010년 7월 9일  한 학생이 공대 학보에 "15년간 장학사업을 해왔지만 장학금을 받은 학생들이 본인 진로에 대해 얘기하러 온 적이 없어 기억에 남는 일도 없고 특별히 보람을 느끼는 일도 없다" 라고 정석규 이사장의 인터뷰 가 실린 것을 보고, 서울대학교 온라인 커뮤니티 '스누라이프'에 정석규 이사장에게 고마움을 표하는 행사를 제안하는 글을 올리면서 시작되었다. 이 글이 폭발적인 반응을 얻어 행사 준비위원회가 구성되었고 1주차 회의에선 8명, 2주차 회의에선 15명이 모여 기획 논의를 하며 본격적인 행사 준비가 시작되었다. 서울대학교 또한 행사를 진행할 장소 대관과 행사 홍보를 위한 현수막, 포스터, 단체 티셔츠 제작 비용 등을 부담하는 것으로 행사를 지원했다.

행사 준비위원회는 행사의 일환으로 정석규 이사장의 뜻을 본받자는 취지에서 2010년 7월 26일부터 교내 모금활동을 시작하였고, 600여명의 재학생, 졸업생이 참여해 1200여만원의 기부금이 모였다. 모금 운동은 참여하는 학생들이 부담 없이 모금에 참여할 수 있도록 1인당 10만원의 상한선을 두고 진행됐다. 모인 기부금은 관악구 지역 학생 15~20명에게 일인당 50만원의 장학금을 지원하고 서울대생이 운영하는 무료 공부방을 돕는데 사용됐다.

2010년 9월 13일부터 3일간 학생회관 앞에서 정석규 이사장의 모자이크 초상화를 그리는 이벤트가 개최되었다. 초상화는 모두 280 조각으로 나눠 그린 후 하나로 합쳐 2010년 9월 30일 행사 당일에 증정하였다. 행사 당일에는 정석규 이사장이 직접 행사에 참석해 강연을 했다.

## 참고
1. ↑  `기부왕' 정석규 이사장 회고록 낸다, <연합뉴스> 2008. 8. 1 작성 2012. 5. 25 확인.
2. 1 2  한국을 일으킨 엔지니어 60인…최길선 현대重 사장, <매일경제> 2007. 1. 7 작성 2012. 6. 9 확인.
3. 1 2 3 4 5 6 7 8  «이 사람의 삶» ‘40년간 기부·봉사’ 신양문화재단 정석규 이사장, <세계일보> 2011.08.21 작성 2012. 5. 25 확인.
4. ↑  진짜 부자가 되는 방법, <머니투데이> 2007. 1. 2 작성 2012. 6. 9 확인.
5. 1 2 3  서울대 '기부왕' 정석규씨, 또 16억원 쾌척, <뉴시스 통신사> 2008. 7. 31 작성 2012. 6. 9 확인.
6. ↑  정석규 신양문화재단 이사장, 서울大 난치병연구기금 기부[깨진 링크(과거 내용 찾기)], <동아일보> 2009. 9. 30 작성 2012. 6. 9 확인.
7. ↑  정석규 신양문화재단 이사장 서울대 명예 공학박사 학위, <파이낸셜 뉴스> 2010. 5. 6 작성 2012. 5. 25 확인.
8. ↑  People |서울대에 120억 기부한 정석규 신양문화재단 이사장, <이코노믹 리뷰> 2008. 7. 4 작성 2012. 5. 25 확인.
9. ↑  부산공고 졸업 정석규 신양문화재단 이사장, 11억 들여 생활관 지어 모교에 기부[깨진 링크(과거 내용 찾기)], <국민일보 쿠키뉴스> 2012.04.30 작성 2012. 5. 25 확인.
10. ↑  «화제칼럼» 정석규의 베푸는 삶, <매경뉴스> 2006.9.18 작성 2012. 5. 25 확인.
11. ↑  서울대학생, '10년 기부' 신양할아버지에 감사행사 마련, <뉴시스> 2010.9.30 작성 2012.6.9 확인.
12. ↑  "신양 할아버지, 고맙습니다" 보관됨 2010-09-13 - 웨이백 머신, <뉴시스> 2010.9.13 작성 2012.6.9 확인.
13. ↑  서울대생들이 `나눔` 나선 까닭, <매일경제> 2010.7.25 작성 2012.6.9 확인.
14. ↑  “신양 할아버지 은혜 이제 우리가 갚을 때", <서울신문> 2010.7.26 작성 2012.6.9 확인.
15. ↑  서울대서 10여년 장학사업 ‘신양 할아버지’ 정석규씨 “이 사회서 얻은 재산, 사회 환원은 순리"[깨진 링크(과거 내용 찾기)], <국민일보> 2010.9.30 작성 2012.6.9 확인.
16. ↑  “나눔 실천 신양 할아버지께 감사의 마음을…", <서울신문> 2010.9.14 작성 2012.6.9 확인.

과학기술로 세상을 열다(한국 엔지니어 60인), 매일경제 과학기술부 저, 매경출판

http://archives.snu.ac.kr/sub5/sub5_4_snuman32.jsp 서울대학교 기록관